# Тараканов, Николай Николаевич
Николай Николаевич Тараканов (11.12.1922 — 25.05.1964) — заместитель командира 2-й эскадрильи 75-го гвардейского штурмового авиационного полка, гвардии лейтенант. Герой Советского Союза.

## Биография
Родился 11 декабря 1922 года в деревне Крюково ныне Нерехтского района, Костромской области . Член ВКП(б)/КПСС с 1943 года. В 1931 году с родителями переехал в Кострому. Здесь окончил школу и аэроклуб.
В 1940 году добровольцем ушёл в Красную Армию. В 1942 году окончил Балашовскую военно-авиационную школу пилотов и в мае того же года получил назначение в действующую армию.
Боевой путь начал под Сталинградом в составе в 505-го штурмового авиационного полка. 11 сентября, во втором боевом вылете, во время штурмовки танковой колонны Ил-2 сержанта Тараканова был повреждён зенитным огнём — были отбиты руль глубины и половина левой части стабилизатора, вырван левый бок фюзеляжа, пробиты в нескольких местах фонарь, приборная доска, пневматики колёс и стойки шасси, а сам лётчик был ранен. Тем не менее, он продолжил выполнение боевого задания, сбросил бомбы и только тогда повернул домой. Из последних сил перетянул Волгу, а при посадке самолёт развалился. После лечения вернулся в свой полк, получил первую боевую награду — орден Красного Знамени.
В тридцатом боевом вылете, в январе 1943 года, самолёт лейтенанта Тараканова был атакован вражескими истребителями. Лётчик был ранен, а штурмовик получил более 200 пробоин. На почти неуправляемом самолёте отважный пилот смог сбить вражеский истребитель и уйти от преследования, приземлившись на своей территории. За штурмовой удар по вражескому аэродрому, за искусно проведённый воздушный бой, во время которого был сбит немецкий истребитель, 14 января 1943 года награждён орденом Красной Звезды.
После госпиталя снова на фронте. Участвовал в окончательном разгроме противников под Сталинградом, штурмовал врага в районе Котельниково. После окончания боевых действий полк был оставлен в Котельниково для получения пополнения и новой техники. В марте 1943 года во время взлёта попал в аварию — по своей вине столкнулся с другим самолётом, штурмовик Тараканова рухнул с высоты 30 метров. После госпиталя вернулся в свой полк, был понижен в звании.
Вернувшись с полком на фронт, воевал на Миус-фронте. За операцию на реке Молочной был награждён ещё одним орденом Красного Знамени. После штурмовки колонны вражеских танков принял участие в воздушном бою с вражескими бомбардировщиками, сбил Ю-87. Второй вражеский самолёт сжёг на земле при налёте на аэродром Кутейниково. Позднее, в Таганрогском заливе, в составе группы потопил немецкую транспортную баржу с войсками и катер, а спустя несколько дней, на станции Волноваха взорвал два вражеских эшелона с боеприпасами.
К ноябрю 1943 гвардии лейтенант Тараканов совершил 101 боевой вылет, уничтожил значительное количество огневых средств и живой силы противника.
Указом Президиума Верховного Совета СССР от 13 апреля 1944 года за образцовое выполнение заданий командования и проявленные мужество и героизм в боях с немецко-вражескими захватчиками гвардии лейтенанту Тараканову Николаю Николаевичу присвоено звание Героя Советского Союза с вручением ордена Ленина и медали «Золотая Звезда».
О высокой награде узнал будучи на учёбе в Высшей офицерской школе в городе Армавире. Вернувшись на фронт, со своим полком Тараканов участвовал в боях по освобождению Прибалтики, штурмовал Кёнигсберг.
День Победы гвардии капитан Тараканов встретил штурманом 75-го гвардейского штурмового Сталинградского Краснознамённого ордена Суворова авиационного полка. Всего за период Великой Отечественной войны совершил 230 успешных боевых вылетов, в которых уничтожил 21 вражеский танк, 13 самолётов, 2 эшелона с боеприпасами и грузами, 54 автомашины, сотни немецких солдат и офицеров.
После войны продолжал службу в ВВС. С 1953 — в запасе. Жил в городе Кишинёве. Скончался 25 мая 1964 года. Похоронен на родине, в городе Костроме, на Ярославском кладбище.

## Награды
Награждён орденом Ленина, тремя орденами Красного Знамени, орденами Александра Невского, Отечественной войны 1-й степени, Красной Звезды, медалями.

## Память
- Мемориальная доска в память о Тараканове установлена на здании школы № 26 города Костромы, где он учился.
- Его имя увековечено на мемориалах в городах Нерехта, Мелитополь, административном центре Татарское.